# 11625 Francelinda
11625 Francelinda è un asteroide della fascia principale. Scoperto nel 1996, presenta un'orbita caratterizzata da un semiasse maggiore pari a 3,0385056 UA e da un'eccentricità di 0,0703412, inclinata di 11,70399° rispetto all'eclittica.